# Férfi távolugrás az 1896. évi nyári olimpiai játékokon
A férfi távolugrás egyike volt a 4 ugróversenynek az olimpiai programból. A versenyt április 7-én tartották, és teljes amerikai sikert hozott. Ellery Clark első két próbálkozása sikertelen volt, azonban harmadszorra sokkal nagyobbat ugrott, mint bárki más. A második helyet Robert Garrett, míg a bronzérmet James B. Connolly szerezte meg.

## Rekordok
A Nemzetközi Atlétikai Szövetség 1901 óta tartja nyilván a hivatalos világrekordot, és mivel ez volt az első olimpia, ezért olimpiai rekord sem létezett ez előtt. Ezáltal az ezen a versenyen az első ugró eredménye számít ebben a versenyszámban az első hivatalos olimpiai rekordnak, azonban jelenleg nem áll rendelkezésre olyan adat, ami szerint meg lehet állapítani, hogy milyen sorrendben ugrottak az ugrók.
Az alábbi táblázat tartalmazza a verseny során elért ismert olimpiai rekordokat:
| Dátum      | Esemény | Versenyző          | Eredmény | OR |
| ---------- | ------- | ------------------ | -------- | -- |
| április 7. | Döntő   | Ellery Clark (USA) | 6,35 m   | OR |

## Eredmények
| Helyezés | Versenyző                       | Eredmény   |
| -------- | ------------------------------- | ---------- |
| Arany    | Ellery Clark (USA)              | 6,35 m     |
| Ezüst    | Robert Garrett (USA)            | 6,00 m     |
| Bronz    | James B. Connolly (USA)         | 5,84 m     |
| 4.       | Alexandros Khalkokondilis (GRE) | 5,74 m     |
| 5-9.     | Alphonse Grisel (FRA)           | nincs adat |
| 5-9.     | Carl Schuhmann (GER)            | nincs adat |
| 5-9.     | Henrik Sjöberg (SWE)            | nincs adat |
| 5-9.     | Athanasios Skaltsogiannis (GRE) | nincs adat |
| 5-9.     | Alexandre Tuffèri (FRA)         | nincs adat |

Az ötödik és kilencedik hely közötti pontos sorrend nem ismert.